# Wigmore Castle
Wigmore Castle er ruinen af en middelalderborg, der ligger omkring 1 km fra landsbyen Wigmore i det nordvestlige Herefordshire, England.
Den blev grundlagt efter normannernes erobring, sandsynligvis omkring 1070 af William FitzOsbern, 1. jarl af Hereford og en af Vilhelm Erobreren nærmeste folk. Den blev anlagt på et strategisk vigtigt sted nogenlunde midt imellem floderne Teme og Lugg.
Under den engelske borgerkrig blev den ødelagt.